# Robert Lindley Murray
Robert Lindley Murray (ur. 3 listopada 1892 w San Francisco, zm. 17 stycznia 1970 w Lewiston Heights) – amerykański tenisista.
Absolwent Uniwersytetu Stanforda, inżynier chemik.

## Kariera tenisowa
W czasie kariery zdobył halowe mistrzostwo USA (1916), a także dwukrotnie zwyciężył w mistrzostwach USA (obecnie US Open). W 1917 roku pokonał w finale Nathaniela Nilesa, a rok później Williama Tildena. Ponadto w 1916 roku dotarł do półfinału, w którym uległ Billowi Johnstonowi. W sezonie 1918 klasyfikowany był na 1. pozycji w USA.
W 1958 roku został uhonorowany miejscem w Międzynarodowej Tenisowej Galerii Sławy.

### Finały w turniejach wielkoszlemowych

#### Gra pojedyncza (2–0)
| Końcowy wynik | Nr | Data | Turniej                                | Nawierzchnia | Przeciwnik      | Wynik finału       |
| ------------- | -- | ---- | -------------------------------------- | ------------ | --------------- | ------------------ |
| Zwycięzca     | 1. | 1917 | U.S. National Championships, Nowy Jork | Trawiasta    | Nathaniel Niles | 5:7, 8:6, 6:3, 6:3 |
| Zwycięzca     | 2. | 1918 | U.S. National Championships, Nowy Jork | Trawiasta    | William Tilden  | 6:3, 6:1, 7:5      |